# 奧林匹亞埃爾布隆格足球會
奧林匹亞埃爾布隆格足球會(Olimpia Elbląg)是一支位於波蘭埃爾布隆格的職業足球會，目前於波蘭足球丙級聯賽角逐。